# Regalskeppet Mercurius (1672)
Mercurius var ett svenskt regalskepp som byggdes på Bodekulls skeppsgård vid Bodekull (nuvarande Karlshamn) under ledning av skeppsbyggnadsmästare Gunnar Roth. Hon sjösattes 1672 och tjänstgjorde som amiralsskepp för Claas Uggla 1675. Efter nederlaget vid Stevens Klint 1677 lyckades hon undkomma och ta sig till Malmö, men blev påföljande dag uppbringad och infångad av holländarna. Hon sjönk 1720.